# Tammy Wynette

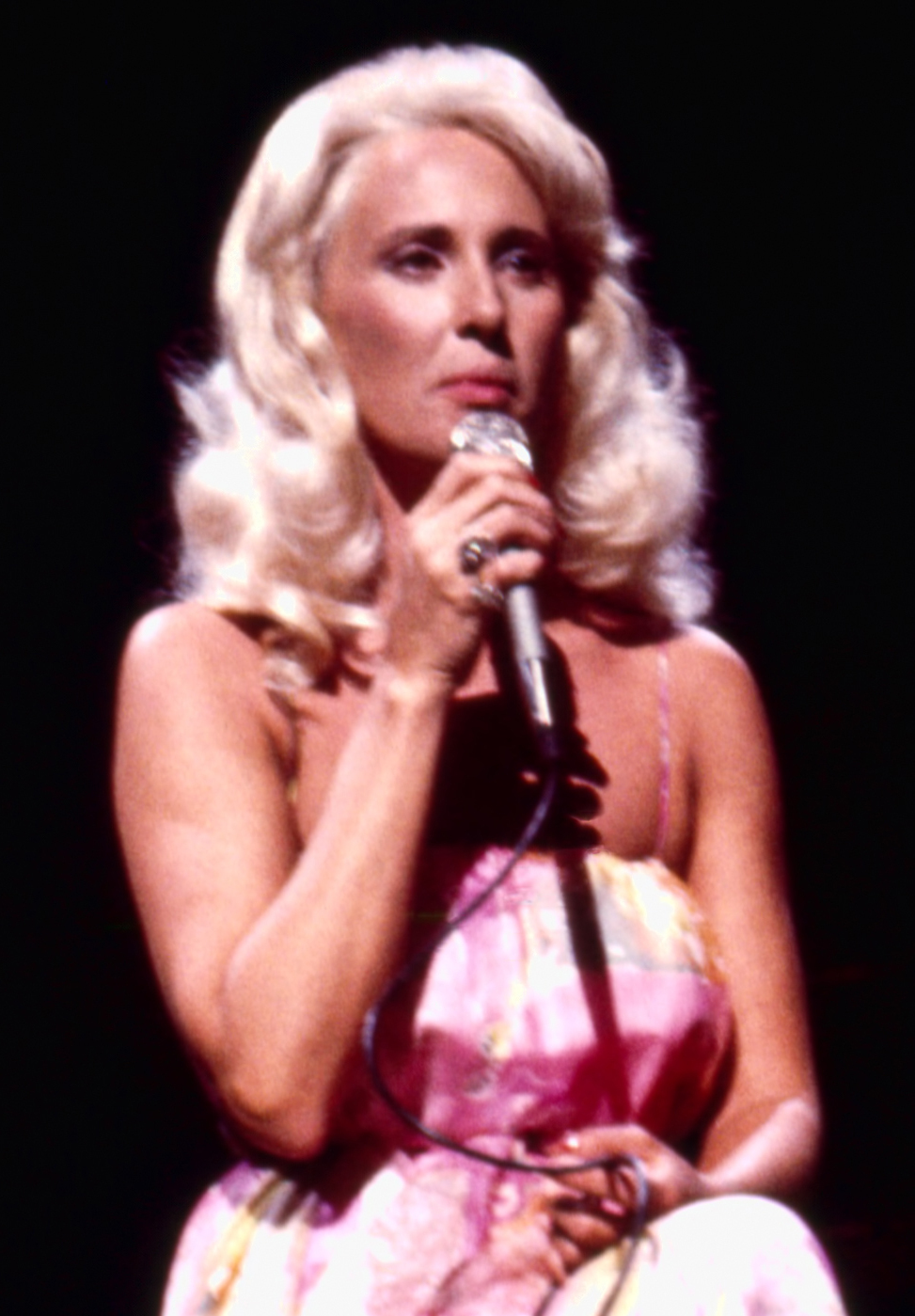
Tammy Wynette (1977)

Tammy Wynette (* 5. Mai 1942 als Virginia Wynette Pugh in Itawamba County, Mississippi; † 6. April 1998 in Nashville, Tennessee) war eine der erfolgreichsten und einflussreichsten US-amerikanischen Country-Sängerinnen und -Songwriter der 1960er- und 1970er-Jahre. Die zweifache Grammy-Gewinnerin ging als The First Lady of Country Music in die Musikgeschichte ein. Zwischen 1966 und 1998 gelangen ihr über 70 Hits in Country-Charts, viele davon zusammen mit George Jones, ihrem damaligen Ehemann. Wynettes größter Hit war Stand by Your Man aus dem Jahre 1968, der auch große Erfolge in den internationalen Pop-Charts feierte.

## Biografie
Sie wurde 1942 in Mississippi geboren und wuchs nach dem frühen Tod ihres Vaters bei ihren Großeltern auf. Sie heiratete im Alter von 17 Jahren und wurde kurz vor der Geburt ihres dritten Kindes von ihrem Mann verlassen. Zu diesem Zeitpunkt arbeitete sie in einem Schönheitssalon. Um ihr niedriges Gehalt aufzubessern, sang sie gelegentlich in lokalen Clubs. Verschlimmert wurden ihre finanziellen Probleme durch eine schwere und lang dauernde Meningitis ihres jüngsten Kindes.
1966 fuhr sie in der Hoffnung auf eine Karriere als Country-Sängerin nach Nashville. Nach einigen vergeblichen Anläufen erhielt sie einen Plattenvertrag beim Musiklabel Epic Records. Verantwortlicher Produzent war Billy Sherrill, der auch die meisten ihrer Lieder schrieb. Zuerst wurde ihr Name in Tammy Wynette geändert. Ihre Debütsingle Apartment Number 9, geschrieben von Johnny Paycheck, erreichte einen Mittelplatz in den Country-Charts. Das nächste Lied Your Good Girl’s Gonna Go Bad schaffte es bis Position 3.
Es folgten weitere Top-Ten-Erfolge, darunter Nummer-eins-Hits wie My Elusive Dreams mit David Houston, Take Me to Your World und D-I-V-O-R-C-E. 1968 erhielt sie einen Grammy für I Don't Want to Play House. Im selben Jahr erschien Stand by Your Man. Dieses Lied wurde besonders von Frauenrechtlerinnen angegriffen, da der Text aussagt, eine Frau solle unter allen Umständen zu ihrem Mann halten. Es wurde ihr größter Erfolg, erreichte die Spitzenposition der Country-Charts und notierte hoch in den Pop-Hitparaden; in Großbritannien erreichte es sogar Platz 1. 1970 erhielt sie für den Song einen Grammy. In Deutschland war Wynette weniger erfolgreich, Stand by Your Man blieb ihr einziger Charterfolg, der Titel erreichte Platz 36. In den US-Pop-Charts erreichte der Song Platz 19.
1968 heiratete Wynette den Country-Sänger George Jones. Schon bald wurde die von Beginn an stürmische Ehe durch Jones’ Alkoholprobleme belastet. Eine positive Folge dieser Beziehung waren die zahlreichen Duette, die die beiden auch über das Ende ihrer Ehe 1975 hinaus einspielten. Ihre größten gemeinsamen Hits waren Golden Ring und Near You aus dem Jahre 1976.
Angespornt durch den Erfolg des oscarprämierten Kinofilms Nashville Lady über das Leben von Loretta Lynn erschien 1981 mit Stand by Your Man auch ein Film über das Leben von Wynette, allerdings wurde dieser fürs Fernsehen produziert. Die Handlung basiert auf der bereits 1979 erschienenen Autobiografie von Wynette. Die Hauptrolle übernahm Annette O’Toole.
Die Erfolgssträhne von Wynette hielt bis Anfang der 1980er-Jahre an. 1991 nahm sie für die britische Elektrotanzband The KLF den Leadgesang für die Hit-Single Justified and Ancient auf und trat auch im begleitenden Video auf. Damit erreichte sie einen Nummer-1-Hit in Österreich und Schweden. Insgesamt hatte Wynette 20 Nummer-1-Hits und verkaufte über 30 Millionen Platten. Für ihr Album Tammy’s Greatest Hits erhielt sie 1970 eine Goldene Schallplatte, 1989 Platin. Wynette hatte im Laufe ihrer Karriere zahlreiche Gastauftritte in Fernsehshows.

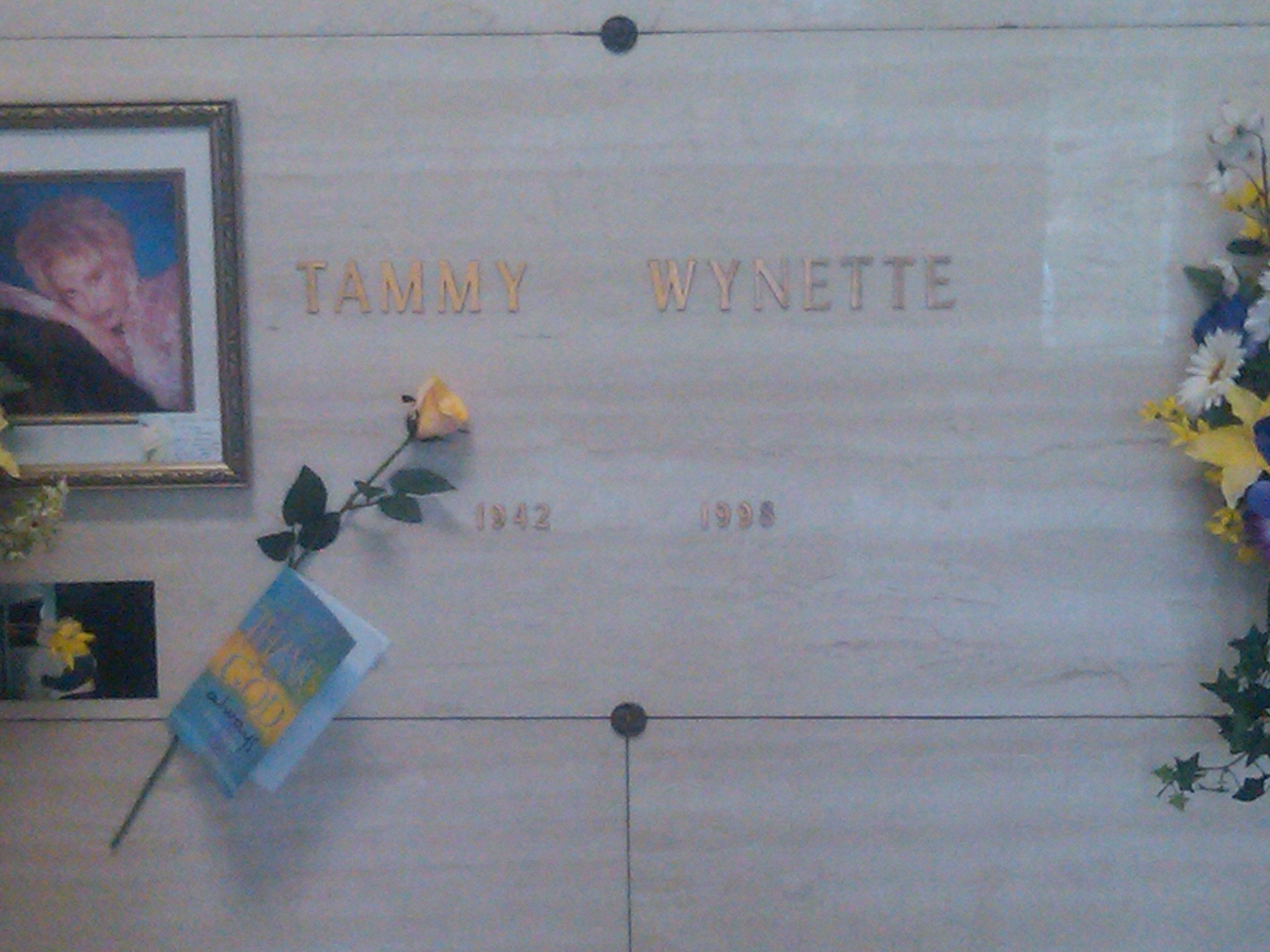
Tammy Wynettes Grab im Mausoleum von Woodlawn Memorial Park in Nashville (2010)

Wynettes Leben war geprägt von Beziehungsproblemen (sie war insgesamt fünfmal verheiratet) und Krankheiten; unter anderem war sie eine Zeit lang alkoholabhängig. Tammy Wynette starb am 6. April 1998 im Alter von 55 Jahren. Der Spiegel schrieb in seinem Nachruf: „Wie keine andere Sängerin verkörperte sie die Freiheitsliebe, den lakonischen Witz und den reaktionären Charme der Country-Musik“. Einige Monate später wurde sie postum in die Country Music Hall of Fame aufgenommen.
In den folgenden Jahrzehnten wurde Wynette immer wieder auf Bestenlisten der Country-Musik gesetzt. Der Rolling Stone wählte sie auf Platz 16 der größten Country-Sänger aller Zeiten.

## Solo-Diskografie

### Studioalben
| Jahr | Titel                                            | Höchstplatzierung, Gesamtwochen, AuszeichnungChartplatzierungen (Jahr, Titel, Platzierungen, Wochen, Auszeichnungen, Anmerkungen) | Höchstplatzierung, Gesamtwochen, AuszeichnungChartplatzierungen (Jahr, Titel, Platzierungen, Wochen, Auszeichnungen, Anmerkungen) | Höchstplatzierung, Gesamtwochen, AuszeichnungChartplatzierungen (Jahr, Titel, Platzierungen, Wochen, Auszeichnungen, Anmerkungen) | Anmerkungen                |
| Jahr | Titel                                            | UK | US | Country | Anmerkungen                |
| ---- | ------------------------------------------------ | --- | --- | --- | -------------------------- |
| 1967 | Your Good Girl’s Gonna Go Bad                    | — | — | Country7 (11 Wo.)Country |                            |
| 1967 | My Elusive Dreams                                | — | — | Country11 (18 Wo.)Country | mit David Houston          |
| 1968 | Take Me to Your World / I Don’t Wanna Play House | — | — | Country3 (22 Wo.)Country |                            |
| 1969 | D-I-V-O-R-C-E                                    | UK— SilberUK | US147 (15 Wo.)US | Country1 (36 Wo.)Country | Erstveröffentlichung: 1968 |
| 1969 | Stand by Your Man                                | — | US43 (21 Wo.)US | Country2 (36 Wo.)Country |                            |
| 1969 | Inspiration                                      | — | US189 (3 Wo.)US | Country19 (10 Wo.)Country |                            |
| 1970 | The Ways to Love a Man                           | — | US83 (11 Wo.)US | Country3 (36 Wo.)Country |                            |
| 1970 | Tammy’s Touch                                    | — | US85 (17 Wo.)US | Country1 (31 Wo.)Country |                            |
| 1970 | The First Lady                                   | — | US119 (14 Wo.)US | Country2 (24 Wo.)Country |                            |
| 1971 | We Sure Can Love Each Other                      | — | US115 (10 Wo.)US | Country8 (18 Wo.)Country |                            |
| 1971 | We Go Together                                   | — | US169 (6 Wo.)US | Country3 (30 Wo.)Country |                            |
| 1972 | Bedtime Story                                    | — | US133 (9 Wo.)US | Country7 (26 Wo.)Country |                            |
| 1972 | My Man                                           | — | — | Country2 (22 Wo.)Country |                            |
| 1974 | Another Lonely Song                              | — | — | Country8 (14 Wo.)Country |                            |
| 1974 | Woman to Woman                                   | — | — | Country21 (19 Wo.)Country |                            |
| 1975 | I Still Believe in Fairy Tales                   | — | — | Country24 (10 Wo.)Country |                            |
| 1976 | ’Til I Can Make It on My Own                     | — | — | Country3 (17 Wo.)Country |                            |
| 1976 | You and Me                                       | — | — | Country4 (24 Wo.)Country |                            |
| 1977 | Let’s Get Together                               | — | — | Country19 (9 Wo.)Country |                            |
| 1977 | One of a Kind                                    | — | — | Country32 (6 Wo.)Country |                            |
| 1978 | Womanhood                                        | — | — | Country14 (18 Wo.)Country |                            |
| 1978 | Country Girl Meets Country Boy                   | UK43 (3 Wo.)UK | — | — |                            |
| 1979 | Just Tammy                                       | — | — | Country25 (11 Wo.)Country |                            |
| 1980 | Only Lonely Sometimes                            | — | — | Country37 (8 Wo.)Country |                            |
| 1982 | Soft Touch                                       | — | — | Country31 (14 Wo.)Country |                            |
| 1982 | Good Love & Heartbreak                           | — | — | Country62 (4 Wo.)Country |                            |
| 1983 | Even the Strong Get Lonely                       | — | — | Country66 (6 Wo.)Country |                            |
| 1985 | Sometimes When We Touch                          | — | — | Country32 (22 Wo.)Country |                            |
| 1987 | Higher Ground                                    | — | — | Country43 (55 Wo.)Country |                            |
| 1989 | Next to You                                      | — | — | Country42 (22 Wo.)Country |                            |
| 1990 | Heart Over Mind                                  | — | — | Country64 (18 Wo.)Country |                            |
| 1993 | Honky Tonk Angels                                | — | US42 Gold · (16 Wo.)US | Country6 (24 Wo.)Country | Dolly, Tammy und Loretta   |

Weitere Studioalben
- 1969: Run, Angel, Run (Stu Phillips feat. Tammy Wynette, Soundtrack zum Film Run, Angel, Run)
- 1970: Tammy Wynette
- 1970: The Ways to Love a Man
- 1970: Christmas with Tammy
- 1976: The First Lady of Country
- 1976: No Charge
- 1981: It’s Just a Matter of Time
- 1994: Without Walls

### Kompilationen
| Jahr | Titel                                      | Höchstplatzierung, Gesamtwochen, AuszeichnungChartplatzierungen (Jahr, Titel, Platzierungen, Wochen, Auszeichnungen, Anmerkungen) | Höchstplatzierung, Gesamtwochen, AuszeichnungChartplatzierungen (Jahr, Titel, Platzierungen, Wochen, Auszeichnungen, Anmerkungen) | Höchstplatzierung, Gesamtwochen, AuszeichnungChartplatzierungen (Jahr, Titel, Platzierungen, Wochen, Auszeichnungen, Anmerkungen) | Anmerkungen |
| Jahr | Titel                                      | UK | US | Country | Anmerkungen |
| ---- | ------------------------------------------ | --- | --- | --- | ----------- |
| 1969 | Tammy’s Greatest Hits                      | — | US37 Platin · (61 Wo.)US | Country2 (79 Wo.)Country |             |
| 1970 | The World of Tammy Wynette                 | — | US145 (2 Wo.)US | Country8 (29 Wo.)Country | 2 LPs       |
| 1971 | The First Songs of the First Lady          | — | — | Country17 (10 Wo.)Country |             |
| 1971 | Tammy’s Greatest Hits, Volume II           | — | US118 Gold · (11 Wo.)US | Country5 (36 Wo.)Country |             |
| 1973 | Kids Say the Darndest Things               | — | — | Country3 (20 Wo.)Country |             |
| 1975 | Tammy Wynette’s Greatest Hits Volume Three | — | — | Country28 (7 Wo.)Country |             |
| 1975 | The Best Of                                | UK4 Silber · (22 Wo.)UK | — | — |             |
| 1975 | Stand by Your Man                          | UK13 Silber · (7 Wo.)UK | — | — |             |
| 1977 | 20 Country Classics                        | UK3 Silber · (12 Wo.)UK | — | — |             |
| 1979 | Greatest Hits Volume 4                     | — | — | Country37 (12 Wo.)Country |             |
| 1981 | Encore                                     | — | — | Country44 (3 Wo.)Country |             |
| 1982 | Biggest Hits                               | — | — | Country64 (3 Wo.)Country |             |
| 1987 | Anniversary – 20 Years of Hits             | UK45 Silber · (5 Wo.)UK | — | — |             |
| 2008 | Stand by Your Man: The Best Of             | UK23 Gold · (3 Wo.)UK | — | — |             |
| 2020 | Gold                                       | UK62 (1 Wo.)UK | — | — |             |

Weitere Kompilationen
- 1968: The Best of Tammy Wynette
- 1969: King and Queen of Country (mit Johnny Cash; Box mit 4 LPs)
- 1976: The Queen
- 1976: Tammy – 20 Greatest Hits
- 1977: Her Favorite Hits
- 1978: The Best of Tammy Wynette Vol. 2
- 1979: The Classic Collection
- 1980: Queen of Country Music
- 1981: 20 Greatest Hits
- 1981: You Brought Me Back
- 1981: The Best of Tammy Wynette
- 1981: Country Music
- 1981: Haar grootste successen (2 LPs)
- 1982: Always Gets It Right
- 1983: Country & Western Classics (Box mit 3 LPs)
- 1985: Woman to Woman (Sixteen of Her Greatest Hits)
- 1987: 20 Greatest Hits of Tammy Wynette
- 1989: The Best of Tammy Wynette
- 1993: Winners
- 1996: Super Hits
- 1997: The Greatest Hits
- 1999: The Definitive Collection
- 1999: The Best Of
- 2000: Welcome to My World
- 2001: De fineste sangene
- 2004: American Music Legends
- 2008: Collections

### Singles
| Jahr | Titel Album                                                                       | Höchstplatzierung, Gesamtwochen, AuszeichnungChartplatzierungen (Jahr, Titel, Album, Platzierungen, Wochen, Auszeichnungen, Anmerkungen) | Höchstplatzierung, Gesamtwochen, AuszeichnungChartplatzierungen (Jahr, Titel, Album, Platzierungen, Wochen, Auszeichnungen, Anmerkungen) | Höchstplatzierung, Gesamtwochen, AuszeichnungChartplatzierungen (Jahr, Titel, Album, Platzierungen, Wochen, Auszeichnungen, Anmerkungen) | Höchstplatzierung, Gesamtwochen, AuszeichnungChartplatzierungen (Jahr, Titel, Album, Platzierungen, Wochen, Auszeichnungen, Anmerkungen) | Anmerkungen                          |
| Jahr | Titel Album                                                                       | DE | UK | US | Country | Anmerkungen                          |
| ---- | --------------------------------------------------------------------------------- | --- | --- | --- | --- | ------------------------------------ |
| 1966 | Apartment No. 9 Your Good Girl’s Gonna Go Bad                                     | — | — | — | Country44 (9 Wo.)Country |                                      |
| 1967 | Your Good Girl’s Gonna Go Bad                                                     | — | — | — | Country3 (21 Wo.)Country |                                      |
| 1967 | My Elusive Dreams                                                                 | — | — | US89 (5 Wo.)US | Country1 (18 Wo.)Country | mit David Houston                    |
| 1967 | I Don’t Wanna Play House Take Me to Your World / I Don’t Wanna Play House         | — | — | — | Country1 (20 Wo.)Country |                                      |
| 1967 | Take Me to Your World Take Me to Your World / I Don’t Wanna Play House            | — | — | — | Country1 (17 Wo.)Country |                                      |
| 1967 | It’s All Over My Elusive Dreams                                                   | — | — | — | Country11 (… Wo.)Country | mit David Houston                    |
| 1968 | D-I-V-O-R-C-E                                                                     | — | UK12 (7 Wo.)UK | US63 (6 Wo.)US | Country1 (17 Wo.)Country | Charteintritt in UK erst 1975        |
| 1968 | Stand by Your Man                                                                 | DE36 (8 Wo.)DE | UK1 Gold · (12 Wo.)UK | US19 (16 Wo.)US | Country1 (22 Wo.)Country | Charteintritt in DE und UK erst 1975 |
| 1969 | Singing My Song The Ways To Love A Man                                            | — | — | US75 (5 Wo.)US | Country1 (14 Wo.)Country |                                      |
| 1969 | The Ways to Love a Man The Ways To Love A Man                                     | — | — | US81 (4 Wo.)US | Country1 (16 Wo.)Country |                                      |
| 1970 | I’ll See Him Through Tammy’s Touch                                                | — | — | US100 (2 Wo.)US | Country2 (14 Wo.)Country |                                      |
| 1970 | He Loves Me All the Way Tammy’s Touch                                             | — | — | US97 (2 Wo.)US | Country1 (16 Wo.)Country |                                      |
| 1970 | Run, Woman, Run The First Lady                                                    | — | — | US92 (2 Wo.)US | Country1 (15 Wo.)Country |                                      |
| 1970 | The Wonders You Perform –                                                         | — | — | — | Country5 (13 Wo.)Country |                                      |
| 1971 | We Sure Can Love Each Other                                                       | — | — | — | Country2 (15 Wo.)Country |                                      |
| 1971 | Good Lovin’ (Makes It Right) Tammy’s Greatest Hits, Vol. II                       | — | — | — | Country1 (15 Wo.)Country |                                      |
| 1971 | Bedtime Story                                                                     | — | — | US86 (4 Wo.)US | Country1 (14 Wo.)Country |                                      |
| 1972 | Reach Out Your Hand (And Touch Somebody) Bedtime Story                            | — | — | — | Country2 (14 Wo.)Country |                                      |
| 1972 | My Man (Understands) My Man                                                       | — | — | — | Country1 (14 Wo.)Country |                                      |
| 1972 | Til I Get It Right My Man                                                         | — | — | — | Country1 (15 Wo.)Country |                                      |
| 1973 | Kids Say the Darndest Things                                                      | — | — | US72 (4 Wo.)US | Country1 (17 Wo.)Country |                                      |
| 1973 | Another Lonely Song                                                               | — | — | — | Country1 (15 Wo.)Country |                                      |
| 1974 | Woman to Woman                                                                    | — | — | — | Country4 (16 Wo.)Country |                                      |
| 1975 | (You Make Me Want to Be a) Mother Tammy Wynette’s Greatest Hits, Vol. III         | — | — | — | Country4 (16 Wo.)Country |                                      |
| 1975 | I Still Believe in Fairy Tales                                                    | — | — | — | Country13 (13 Wo.)Country |                                      |
| 1976 | ’Til I Can Make It on My Own                                                      | — | — | US84 (5 Wo.)US | Country1 (15 Wo.)Country |                                      |
| 1976 | You and Me                                                                        | — | — | — | Country1 (16 Wo.)Country |                                      |
| 1976 | I Don’t Wanna Play House –                                                        | — | UK37 (4 Wo.)UK | — | — |                                      |
| 1977 | (Let’s Get Together) One Last Time Let’s Get Together                             | — | — | — | Country6 (14 Wo.)Country |                                      |
| 1977 | One of a Kind                                                                     | — | — | — | Country6 (15 Wo.)Country |                                      |
| 1978 | (I’d Like to See Jesus) On the Midnight Special Womanhood                         | — | — | — | Country26 (11 Wo.)Country |                                      |
| 1978 | Womanhood                                                                         | — | — | — | Country3 (15 Wo.)Country |                                      |
| 1979 | They Call It Makin’ Love Just Tammy                                               | — | — | — | Country6 (13 Wo.)Country |                                      |
| 1979 | No One Else in the World Just Tammy                                               | — | — | — | Country7 (14 Wo.)Country |                                      |
| 1980 | He Was There (When I Needed You) Only Lonely Sometimes                            | — | — | — | Country17 (14 Wo.)Country |                                      |
| 1980 | Starting Over Only Lonely Sometimes                                               | — | — | — | Country17 (13 Wo.)Country |                                      |
| 1981 | Cowboys Don’t Shoot Straight Like They Used To You Brought Me Back                | — | — | — | Country21 (12 Wo.)Country |                                      |
| 1981 | Crying in the Rain You Brought Me Back                                            | — | — | — | Country18 (14 Wo.)Country |                                      |
| 1982 | Another Chance Soft Touch                                                         | — | — | — | Country8 (17 Wo.)Country |                                      |
| 1982 | You Still Get to Me in My Dreams Soft Touch                                       | — | — | — | Country16 (16 Wo.)Country |                                      |
| 1982 | A Good Night’s Love Good Love and Heartbreak                                      | — | — | — | Country19 (15 Wo.)Country |                                      |
| 1983 | I Just Heard a Heart Break (And I’m So Afraid It’s Mine) Good Love and Heartbreak | — | — | — | Country46 (9 Wo.)Country |                                      |
| 1983 | Unwed Fathers Even the Strong Get Lonely                                          | — | — | — | Country63 (7 Wo.)Country |                                      |
| 1983 | Still in the Ring Even the Strong Get Lonely                                      | — | — | — | Country63 (6 Wo.)Country |                                      |
| 1984 | Lonely Heart –                                                                    | — | — | — | Country40 (15 Wo.)Country |                                      |
| 1985 | Sometimes When We Touch                                                           | — | — | — | Country6 (22 Wo.)Country | mit Mark Gray                        |
| 1985 | You Can Lead a Heart to Love (But You Can’t Make It Fall) Sometimes When We Touch | — | — | — | Country48 (9 Wo.)Country |                                      |
| 1986 | Alive and Well Anniversary: 20 Years of Hits                                      | — | — | — | Country53 (8 Wo.)Country |                                      |
| 1987 | Your Love Higher Ground                                                           | — | — | — | Country12 (19 Wo.)Country |                                      |
| 1987 | Talkin’ to Myself Again Higher Ground                                             | — | — | — | Country16 (20 Wo.)Country |                                      |
| 1988 | Beneath a Painted Sky Higher Ground                                               | — | — | — | Country25 (15 Wo.)Country |                                      |
| 1988 | Next to You                                                                       | — | — | — | Country51 (11 Wo.)Country |                                      |
| 1989 | Thank the Cowboy for the Ride Next to You                                         | — | — | — | Country66 (6 Wo.)Country |                                      |
| 1990 | Let’s Call It a Day Today Heart Over Mind                                         | — | — | — | Country57 (8 Wo.)Country |                                      |
| 1991 | What Goes with Blue Heart Over Mind                                               | — | — | — | Country56 (8 Wo.)Country |                                      |
| 1991 | We’re Strangers Again Best-Loved Hits                                             | — | — | — | Country49 (8 Wo.)Country | mit Randy Travis                     |
| 1993 | Silver Threads and Golden Needles Honky Tonk Angels                               | — | — | — | Country68 (2 Wo.)Country | Parton, Wynette und Lynn             |
| 1994 | Girl Thang Without Walls                                                          | — | — | — | Country67 (9 Wo.)Country | mit Wynonna Judd                     |

Weitere Singles
- 1967: Send Me No Roses
- 1967: Good
- 1970: One Happy Christmas
- 1972: My Man
- 1972: Love’s the Answer
- 1973: White Christmas
- 1976: I Can Still Believe in You
- 1977: Sweet Music Man
- 1990: I’m Turning You Loose
- 1990: Heart over Mind
- 1994: Every Breath You Take

### Gastbeiträge
| Jahr | Titel Album                                              | Höchstplatzierung, Gesamtwochen, AuszeichnungChartplatzierungen (Jahr, Titel, Album, Platzierungen, Wochen, Auszeichnungen, Anmerkungen) | Höchstplatzierung, Gesamtwochen, AuszeichnungChartplatzierungen (Jahr, Titel, Album, Platzierungen, Wochen, Auszeichnungen, Anmerkungen) | Höchstplatzierung, Gesamtwochen, AuszeichnungChartplatzierungen (Jahr, Titel, Album, Platzierungen, Wochen, Auszeichnungen, Anmerkungen) | Höchstplatzierung, Gesamtwochen, AuszeichnungChartplatzierungen (Jahr, Titel, Album, Platzierungen, Wochen, Auszeichnungen, Anmerkungen) | Höchstplatzierung, Gesamtwochen, AuszeichnungChartplatzierungen (Jahr, Titel, Album, Platzierungen, Wochen, Auszeichnungen, Anmerkungen) | Höchstplatzierung, Gesamtwochen, AuszeichnungChartplatzierungen (Jahr, Titel, Album, Platzierungen, Wochen, Auszeichnungen, Anmerkungen) | Anmerkungen                                                      |
| Jahr | Titel Album                                              | DE | AT | CH | UK | US | Country | Anmerkungen                                                      |
| ---- | -------------------------------------------------------- | --- | --- | --- | --- | --- | --- | ---------------------------------------------------------------- |
| 1989 | While the Feeling’s Good Coming Home                     | — | — | — | — | — | Country63 (5 Wo.)Country | mit Wayne Newton                                                 |
| 1991 | Justified and Ancient (Stand by the Jams) The White Room | DE3 Gold · (24 Wo.)DE | AT1 (21 Wo.)AT | CH2 (24 Wo.)CH | UK2 Silber · (12 Wo.)UK | US11 (18 Wo.)US | — | The KLF & Tammy Wynette Charteintritt in AT, CH und US erst 1992 |

## Diskografie mit George Jones

### Studioalben
| Jahr | Titel                        | Höchstplatzierung, Gesamtwochen, AuszeichnungChartplatzierungen (Jahr, Titel, Platzierungen, Wochen, Auszeichnungen, Anmerkungen) | Höchstplatzierung, Gesamtwochen, AuszeichnungChartplatzierungen (Jahr, Titel, Platzierungen, Wochen, Auszeichnungen, Anmerkungen) | Anmerkungen |
| Jahr | Titel                        | US | Country | Anmerkungen |
| ---- | ---------------------------- | --- | --- | ----------- |
| 1972 | Me and the First Lady        | — | Country6 (17 Wo.)Country |             |
| 1973 | Let’s Build a World Together | — | Country12 (12 Wo.)Country |             |
| 1973 | We’re Gonna Hold On          | — | Country3 (25 Wo.)Country |             |
| 1975 | George and Tammy and Tina    | — | Country37 (4 Wo.)Country | mit Tina    |
| 1976 | Golden Ring                  | — | Country1 (28 Wo.)Country |             |
| 1980 | Together Again               | — | Country26 (14 Wo.)Country |             |
| 1995 | One                          | US117 (13 Wo.)US | Country12 (21 Wo.)Country |             |

Weitere Alben mit George Jones
- 1972: We Love to Sing About Jesus

### Kompilationen
| Jahr | Titel                       | Höchstplatzierung, Gesamtwochen, AuszeichnungChartplatzierungen (Jahr, Titel, Platzierungen, Wochen, Auszeichnungen, Anmerkungen) | Höchstplatzierung, Gesamtwochen, AuszeichnungChartplatzierungen (Jahr, Titel, Platzierungen, Wochen, Auszeichnungen, Anmerkungen) | Anmerkungen |
| Jahr | Titel                       | US | Country | Anmerkungen |
| ---- | --------------------------- | --- | --- | ----------- |
| 1977 | Greatest Hits               | US— GoldUS | Country23 (21 Wo.)Country |             |
| 2013 | The Classic Christmas Album | — | Country72 (1 Wo.)Country |             |

Weitere Kompilationen
- 1979: George Jones & Tammy Wynette
- 1981: Encore
- 1992: Greatest Hits, Volume 2
- 1995: George and Tammy Super Hits
- 1999: 16 Biggest Hits
- 2012: Playlist: The Very Best of George Jones & Tammy Wynette
- 2008: Duets

### Singles
| Jahr | Titel Album                                          | Höchstplatzierung, Gesamtwochen, AuszeichnungChartsChartplatzierungen (Jahr, Titel, Album, Platzierungen, Wochen, Auszeichnungen, Anmerkungen) | Anmerkungen |
| Jahr | Titel Album                                          | Country | Anmerkungen |
| ---- | ---------------------------------------------------- | --- | ----------- |
| 1971 | Take Me We Go Together                               | Country9 (13 Wo.)Country |             |
| 1972 | The Ceremony Me and the First Lady                   | Country6 (15 Wo.)Country |             |
| 1972 | Old Fashioned Singing We Love to Sing About Jesus    | Country38 (9 Wo.)Country |             |
| 1973 | Let’s Build a World Together                         | Country32 (9 Wo.)Country |             |
| 1973 | We’re Gonna Hold On                                  | Country1 (17 Wo.)Country |             |
| 1974 | (We’re Not) The Jet Set We’re Gonna Hold On          | Country15 (13 Wo.)Country |             |
| 1974 | We Loved It Away George & Tammy & Tina               | Country8 (12 Wo.)Country |             |
| 1975 | God’s Gonna Get’cha (For That) George & Tammy & Tina | Country25 (13 Wo.)Country |             |
| 1976 | Golden Ring                                          | Country1 (15 Wo.)Country |             |
| 1976 | Near You Golden Ring                                 | Country1 (16 Wo.)Country |             |
| 1977 | Southern California Golden Ring                      | Country5 (13 Wo.)Country |             |
| 1980 | Two Story House Together Again                       | Country2 (14 Wo.)Country |             |
| 1980 | A Pair of Old Sneakers Together Again                | Country19 (11 Wo.)Country |             |
| 1995 | One                                                  | Country69 (4 Wo.)Country |             |

Weitere Singles
- 1972: We Love to Sing About Jesus
- 1973: Touching Shoulders
- 1973: My Elusive Dreams
- 1973: Mr. & Mrs. Santa Claus
- 1975: You’re All Over This Place

## Auszeichnungen für Musikverkäufe
| Goldene Schallplatte - Kanada - 1994: für das Album Honky Tonk Angels - Neuseeland - 1992: für die Single Justified and Ancient | Platin-Schallplatte - Kanada - 1979: für das Album Tammy’s Greatest Hits |

Anmerkung: Auszeichnungen in Ländern aus den Charttabellen bzw. Chartboxen sind in ebendiesen zu finden.
| Land/RegionAuszeichnungen für Musikverkäufe (Land/Region, Auszeichnungen, Verkäufe, Quellen) | Silber     | Gold     | Platin     | Verkäufe  | Quellen                   |
| -------------------------------------------------------------------------------------------- | ---------- | -------- | ---------- | --------- | ------------------------- |
| Deutschland (BVMI)                                                                           | —          | Gold1    | —          | 250.000   | musikindustrie.de         |
| Kanada (MC)                                                                                  | —          | Gold1    | Platin1    | 150.000   | musiccanada.com           |
| Neuseeland (RMNZ)                                                                            | —          | Gold1    | —          | 7.500     | aotearoamusiccharts.co.nz |
| Vereinigte Staaten (RIAA)                                                                    | —          | 2× Gold2 | Platin1    | 2.000.000 | riaa.com                  |
| Vereinigtes Königreich (BPI)                                                                 | 5× Silber5 | 2× Gold2 | —          | 1.040.000 | bpi.co.uk                 |
| Insgesamt                                                                                    | 5× Silber5 | 7× Gold7 | 2× Platin2 |           |                           |

## Künstlerauszeichnungen
Grammy Awards
- 1968: für I Don't Want to Play House – Best Female Country Vocal Performance
- 1970: für Stand by Your Man – Best Female Country Vocal Performance
- 2024: für das Lebenswerk

## Filmografie (Auswahl)
- 1977: Nashville 99 (Fernsehserie, Folge 1x02)
- 1994: Daddy schafft uns alle (Evening Shade, Fernsehserie, Folge 4x19)
- 1996: Eine schrecklich nette Familie (Married… with Children, Fernsehserie, Folge 11x07)
- 1997/1998: King of the Hill (Fernsehserie, Folgen 2x11, 2x22)